# Oneonta (Nueva York)
Oneonta fundada en 1908, es una ciudad ubicada en el condado de Otsego en el estado estadounidense de Nueva York. En el año 2000 tenía una población de 10,987 habitantes y una densidad poblacional de 192.6 personas por km².

## Geografía
Oneonta se encuentra ubicada en las coordenadas 42°27′21″N 75°3′44″O / 42.45583, -75.06222. Según la Oficina del Censo, la ciudad tiene un área total de 11,3 km² (4,4 mi²), de la cual 11,3 km² (4,4 mi²) es tierra y 0 km² (0 mi²) (0%) es agua.

## Demografía
Según la Oficina del Censo en 2000 los ingresos medios por hogar en la localidad eran de $24,671, y los ingresos medios por familia eran $40,833. Los hombres tenían unos ingresos medios de $31,250 frente a los $25,338 para las mujeres. La renta per cápita para la localidad era de $12,640. Alrededor del 13.5% de la población estaban por debajo del umbral de pobreza.